# Ronde van Frankrijk 2008/Zeventiende etappe
De zeventiende etappe van de Ronde van Frankrijk 2008 werd verreden op 23 juli 2008 over een afstand van 210 kilometer tussen Embrun en Alpe d'Huez. De rit wordt ook weleens de koninginnenrit der Alpen genoemd. Deze derde Alpen-etappe was de vijfde echte bergrit en de laatste kans voor de klimmers.
Gedurende deze rit werden er vier bergen beklommen, de Côte de Sainte-Marguerite, de Col du Galibier, de Col de la Croix-de-Fer en l'Alpe d'Huez.

## Verloop

### Tussensprints
| Tussensprint Le Monêtier-les-Bains na 57,5 km |                   |        |
| Plaats                                        | Naam              | Punten |
| Winnaar                                       | Rémy Di Gregorio  | 6      |
| 2                                             | Peter Velits      | 4      |
| 3                                             | Stefan Schumacher | 2      |

| Tussensprint Le Bourg-d'Oisans na 195,0 km |                   |        |
| Plaats                                     | Naam              | Punten |
| Winnaar                                    | Jérôme Pineau     | 6      |
| 2                                          | Peter Velits      | 4      |
| 3                                          | Kurt-Asle Arvesen | 2      |

### Bergsprints
| Beklimming Côte de Sainte-Marguerite na 31 km | Beklimming Côte de Sainte-Marguerite na 31 km | Beklimming Côte de Sainte-Marguerite na 31 km | 3e cat. 3,5 km à 6 % | 3e cat. 3,5 km à 6 % |
| Plaats                                        | Naam                                          | Naam                                          | Punten               |                      |
| Winnaar                                       | Stefan Schumacher                             | Stefan Schumacher                             | 4                    |                      |
| 2                                             | Rémy Di Gregorio                              | Rémy Di Gregorio                              | 3                    |                      |
| 3                                             | Rubén Pérez                                   | Rubén Pérez                                   | 2                    |                      |
| 4                                             | Peter Velits                                  | Peter Velits                                  | 1                    |                      |

| Beklimming Col du Galibier na 79 km | Beklimming Col du Galibier na 79 km | Beklimming Col du Galibier na 79 km | HC cat. 20,9 km à 5,6 % | HC cat. 20,9 km à 5,6 % |
| Plaats                              | Naam                                | Naam                                | Punten                  |                         |
| Winnaar                             | Stefan Schumacher                   | Stefan Schumacher                   | 20                      |                         |
| 2                                   | Rémy Di Gregorio                    | Rémy Di Gregorio                    | 18                      |                         |
| 3                                   | Peter Velits                        | Peter Velits                        | 16                      |                         |
| 4                                   | Rubén Pérez                         | Rubén Pérez                         | 14                      |                         |
| 5                                   | Bernhard Kohl                       | Bernhard Kohl                       | 12                      |                         |
| 6                                   | Thomas Voeckler                     | Thomas Voeckler                     | 10                      |                         |
| 7                                   | John-Lee Augustyn                   | John-Lee Augustyn                   | 8                       |                         |
| 8                                   | Amets Txurruka                      | Amets Txurruka                      | 7                       |                         |
| 9                                   | Kanstantsin Siwtsow                 | Kanstantsin Siwtsow                 | 6                       |                         |
| 10                                  | Carlos Barredo                      | Carlos Barredo                      | 5                       |                         |

| Beklimming Col de la Croix-de-Fer na 156,0 km | Beklimming Col de la Croix-de-Fer na 156,0 km | Beklimming Col de la Croix-de-Fer na 156,0 km | HC cat. 29,0 km à 5,2 % | HC cat. 29,0 km à 5,2 % |
| Plaats                                        | Naam                                          | Naam                                          | Punten                  |                         |
| Winnaar                                       | Peter Velits                                  | Peter Velits                                  | 20                      |                         |
| 2                                             | Bernhard Kohl                                 | Bernhard Kohl                                 | 18                      |                         |
| 3                                             | Kurt-Asle Arvesen                             | Kurt-Asle Arvesen                             | 16                      |                         |
| 4                                             | Andy Schleck                                  | Andy Schleck                                  | 14                      |                         |
| 5                                             | Christian Vande Velde                         | Christian Vande Velde                         | 12                      |                         |
| 6                                             | Fränk Schleck                                 | Fränk Schleck                                 | 10                      |                         |
| 7                                             | Chris Froome                                  | Chris Froome                                  | 8                       |                         |
| 8                                             | David Moncoutié                               | David Moncoutié                               | 7                       |                         |
| 9                                             | Kim Kirchen                                   | Kim Kirchen                                   | 6                       |                         |
| 10                                            | Carlos Sastre                                 | Carlos Sastre                                 | 5                       |                         |

| Beklimming Alpe d'Huez na 210,5 km | Beklimming Alpe d'Huez na 210,5 km | Beklimming Alpe d'Huez na 210,5 km | HC cat. 13,8 km à 7,9 % | HC cat. 13,8 km à 7,9 % |
| Plaats                             | Naam                               | Naam                               | Punten                  |                         |
| Winnaar                            | Carlos Sastre                      | Carlos Sastre                      | 40                      |                         |
| 2                                  | Samuel Sánchez                     | Samuel Sánchez                     | 36                      |                         |
| 3                                  | Andy Schleck                       | Andy Schleck                       | 32                      |                         |
| 4                                  | Alejandro Valverde                 | Alejandro Valverde                 | 28                      |                         |
| 5                                  | Fränk Schleck                      | Fränk Schleck                      | 24                      |                         |
| 6                                  | Vladimir Jefimkin                  | Vladimir Jefimkin                  | 20                      |                         |
| 7                                  | Cadel Evans                        | Cadel Evans                        | 16                      |                         |
| 8                                  | Denis Mensjov                      | Denis Mensjov                      | 14                      |                         |
| 9                                  | Christian Vande Velde              | Christian Vande Velde              | 12                      |                         |
| 10                                 | Bernhard Kohl                      | Bernhard Kohl                      | 10                      |                         |

## Uitslag
| rang | renner                | land             | ploeg             | tijd       |
| ---- | --------------------- | ---------------- | ----------------- | ---------- |
| 1    | Carlos Sastre         | Spanje           | CSC-Saxo Bank     | 6u 07' 58" |
| 2    | Samuel Sánchez        | Spanje           | Euskaltel-Euskadi | op 02' 03" |
| 3    | Andy Schleck          | Luxemburg        | CSC-Saxo Bank     | z.t.       |
| 4    | Alejandro Valverde    | Spanje           | Caisse d'Epargne  | op 02' 13" |
| 5    | Fränk Schleck         | Luxemburg        | CSC-Saxo Bank     | z.t.       |
| 6    | Vladimir Jefimkin     | Rusland          | AG2R              | op 02' 15" |
| 7    | Cadel Evans           | Australië        | Silence-Lotto     | z.t.       |
| 8    | Denis Mensjov         | Rusland          | Rabobank          | z.t.       |
| 9    | Christian Vande Velde | Verenigde Staten | Garmin            | z.t.       |
| 10   | Bernhard Kohl         | Oostenrijk       | Gerolsteiner      | z.t.       |

## Strijdlustigste renner
| renner       | land      | ploeg  |
| ------------ | --------- | ------ |
| Peter Velits | Slowakije | Milram |

## Algemeen klassement
| rang | renner                | land             | ploeg                  | tijd        |
| ---- | --------------------- | ---------------- | ---------------------- | ----------- |
|      | Carlos Sastre         | Spanje           | Team CSC Saxo Bank     | 74u 39' 03" |
| 2    | Fränk Schleck         | Luxemburg        | Team CSC Saxo Bank     | op 1' 24"   |
| 3    | Bernhard Kohl         | Oostenrijk       | Team Gerolsteiner      | op 1' 33"   |
| 4    | Cadel Evans           | Australië        | Silence-Lotto          | op 1' 34"   |
| 5    | Denis Mensjov         | Rusland          | Rabobank               | op 2' 39"   |
| 6    | Christian Vande Velde | Verenigde Staten | Team Garmin - Chipotle | op 4' 41"   |
| 7    | Alejandro Valverde    | Spanje           | Caisse d'Epargne       | op 5' 35"   |
| 8    | Samuel Sánchez        | Spanje           | Euskaltel-Euskadi      | op 5' 52"   |
| 9    | Tadej Valjavec        | Slovenië         | AG2R-La Mondiale       | op 8' 10"   |
| 10   | Vladimir Jefimkin     | Rusland          | AG2R-La Mondiale       | op 8' 24"   |

## Nevenklassementen

### Puntenklassement
| rang | renner       | land      | ploeg           | punten |
| ---- | ------------ | --------- | --------------- | ------ |
|      | Óscar Freire | Spanje    | Rabobank        | 219    |
| 2    | Thor Hushovd | Noorwegen | Crédit Agricole | 172    |
| 3    | Erik Zabel   | Duitsland | Team Milram     | 167    |

### Bergklassement
| rang | renner        | land       | ploeg           | punten |
| ---- | ------------- | ---------- | --------------- | ------ |
|      | Bernhard Kohl | Oostenrijk | Gerolsteiner    | 125    |
| 2    | Carlos Sastre | Spanje     | CSC - Saxo Bank | 80     |
| 3    | Fränk Schleck | Luxemburg  | CSC - Saxo Bank | 80     |

### Jongerenklassement
| rang | renner          | land      | ploeg    | tijd        |
| ---- | --------------- | --------- | -------- | ----------- |
|      | Andy Schleck    | Luxemburg | Team CSC | 74u 49' 18" |
| 2    | Roman Kreuziger | Tsjechië  | Liquigas | op 1' 58"   |
| 3    | Vincenzo Nibali | Italië    | Liquigas | op 15' 24"  |

### Ploegenklassement
| rang | ploeg                | land       | tijd          |
| ---- | -------------------- | ---------- | ------------- |
|      | Team CSC - Saxo Bank | Denemarken | 223u 50' 44"  |
| 2    | AG2R-La Mondiale     | Frankrijk  | op 09' 27"    |
| 3    | Rabobank             | Nederland  | op 1h 01' 06" |

1e etappe ·
2e etappe ·
3e etappe ·
4e etappe ·
5e etappe ·
6e etappe ·
7e etappe ·
8e etappe ·
9e etappe ·
10e etappe ·
11e etappe ·
12e etappe ·
13e etappe ·
14e etappe ·
15e etappe ·
16e etappe ·
17e etappe ·
18e etappe ·
19e etappe ·
20e etappe ·
21e etappe
Startlijst · Eindstanden · Afbeeldingen